# Les Soirées de Paris
Les Soirées de Paris est une revue littéraire et artistique française fondée en février 1912 par Guillaume Apollinaire et quatre de ses proches — André Billy, René Dalize, André Salmon et André Tudesq —, disparue en août 1914.

## Histoire
C'est André Billy qui proposa le titre de la revue, une référence ironique aux soirées naturalistes de Zola (cf. Soirées de Médan), antithèses artistiques du groupe d'Apollinaire. La revue fut un terrain d'expression privilégié pour l'avant-garde : on y écrivait aussi bien des textes de création, des textes critiques, de la poésie, que des faits divers et des chroniques. Elles furent publiées en deux séries : la première parue de février 1912 à juin 1913 (No.1 - No. 17), et la seconde parue de novembre 1913 à juillet-août 1914 (No. 18-No.26-27). Selon le même André Billy, ces publications devaient notamment permettre à Apollinaire de revenir sur la scène littéraire, après l'affaire du vol de La Joconde (en septembre 1911) dont on l'avait soupçonné, et qui l'avait affecté.
La revue siège au 278 boulevard Raspail, dans le quartier du Montparnasse, où l'effervescence artistique est alors à son apogée.

## Première Série (1912-1913)
René Dalize en était le secrétaire, et André Tudesq le gérant (du numéro 2 au numéro 11), suivi d’André Billy (du numéro 12 au numéro 17). Les bureaux se situaient sur la Rive gauche.
Du fait de l’appartenance des cinq membres fondateurs à la scène littéraire de l’époque, la première série s’occupa principalement de littérature. De nombreux écrivains, parmi lesquels Jacques Dyssord et René Bizet, y contribuèrent sans appartenir au comité de rédaction.
- Apollinaire et la première série

Dans la carrière d'Apollinaire, la participation à ce projet (de février 1912 à juin 1913) occupe une place importante. Cette première série fut en effet pour lui comme un laboratoire où élargir son expérience de poète et de critique d'art. Quelques poèmes considérés aujourd’hui comme majeurs y furent publiés, par exemple « Le Pont Mirabeau » (No. 1) ou « Zone » (No. 11). Ces deux poèmes furent repris en volume dès 1913, dans le recueil Alcools, ainsi que huit autres poèmes : « Clotilde », « Marie-Sibylle » et « Rosemonde » (No. 6) ; « Annie », « Le voyageur » et « Cors de chasse » (No. 8) ; « Marie » (No. 9) ; « Vendémiaire » (No. 11).
Quant à la critique d’art, les articles d’Apollinaire publiés dans cette série reparurent en 1913 dans son livre Les Peintres cubistes. Méditations esthétiques. Apollinaire a la faculté de reconnaître les peintres qui vont marquer leur art : Méditations esthétiques resta pendant plus de vingt ans une référence pour les avant-gardes américaines et européennes. À la différence de la France où l'influence du livre fut restreinte.
Il s’agit des trois articles suivants :
1. « Du sujet dans la Peinture moderne », Les Soirées de Paris, No. 1, 1912, p. 1-4. (Texte repris dans le chapitre II des Méditations esthétiques ; les peintres cubistes, c. 1913.)
Apollinaire y affirme la tendance vers une disparition du sujet chez certains « jeunes peintres » et propose la notion de « peinture pure », en citant le nom de Picasso comme leur précurseur.
Dans cet article théorique esthétique qui prend la valeur de manifeste, Guillaume Apollinaire argumente en faveur de « la peinture pure », « art entièrement nouveau, qui sera à la peinture (…) ce que la musique est à la littérature. Ce sera de la peinture pure, de même que la musique est de la littérature pure ». L'utilisation de cette analogie sert la volonté du poète de dessiner des ponts entre les arts. La peinture moderne existe en rupture antithétique avec la peinture classique, et le lien nécessaire avec le passé demeure à travers l'anecdote de Pline l'Ancien sur Apelle et Protogène qu'il utilise comme argument d'autorité dans son raisonnement, afin d'expliquer ce qui caractérise cette nouvelle approche de la peinture : l'effacement du sujet représenté derrière l'harmonie de la composition. L'argumentation du texte intègre certains éléments poétiques comme ces harmonies imitatives qualifiant les bruits de la nature : « le murmure d'un ruisseau », « le fracas d'un torrent », « le sifflement du vent ». Apollinaire fait interagir les notions de « vérité », de « sujet » et de « nature » comme dans un espace à trois dimensions, fruit de l'association des mathématiques et de la peinture. Il s'agit donc de défendre le cubisme en lui apportant une forme de  crédibilité scientifique, ce que fait la comparaison du travail de Picasso à celui d'un chirurgien.
2. « La peinture nouvelle », Les Soirées de Paris, No. 3, 1912, p. 89-92. (Texte repris dans chapitre III, VI et V, Méditations esthétiques ; les peintres cubistes, c. 1913.)
Apollinaire y prône l’application aux arts visuels de notions scientifiques comme la quatrième dimension ou la géométrie non euclidienne, afin de promouvoir une forme d’anti-mimétisme en art.
Apollinaire est l'un des premiers auteurs à discuter régulièrement du concept de « quatrième dimension », qui devient essentiel pour les cubistes. Dans une première partie le poète défend ce concept en liant les mathématiques et les arts suivant une analogie : « la géométrie est aux arts plastiques ce que la grammaire est à l'art de l'écrivain ». Pour démontrer le caractère obsolète d'un espace à trois dimensions, il s'appuie sur un argument d'autorité incarné par la figure scientifique : « aujourd'hui, les savants ne s'en tiennent plus aux trois dimensions de la géométrie euclidienne ». Son raisonnement l'entraîne ainsi vers un univers infini, celui de la géométrie non-euclidienne qui reflète une approche nouvelle des formes et de l'espace. Il se dresse contre l'art traditionnel et pour illustrer son rejet de l'esthétisme classique grec, cite une anecdote de Nietzsche mettant en scène des personnages de la mythologie grecque. Dans Le crépuscule des idoles (1888), fin de l'aphorisme 19 de la section « Cheminements d'un intemporel », Nietzsche oppose « vraie beauté » et « beauté de soi ». Aux yeux de Dionysos, Ariane est plus belle avec les oreilles allongées. Cet argument caractérise l'art actuel, délivré de tout mimétisme. Dans une deuxième partie il se penche sur l'aspect métaphysique de la « quatrième dimension » et démonte finalement l'approche géométrique de sa première partie. Dès lors, la « quatrième dimension » s'apparente à de l'intuition, de la création, et du génie artistique.
3. « La peinture nouvelle. - Notes d'art », Les Soirées de Paris, No. 4, p. 113-115. (Texte repris dans les chapitres VI et VII des Méditations esthétiques ; les peintres cubistes, c. 1913
Apollinaire y esquisse une histoire de la peinture française et de ses traditions, de Nicolas Poussin à Ingres, de Delacroix à Manet, de Cézanne à Seurat, de Pierre-Auguste Renoir à le douanier Rousseau.
Apollinaire dénonce le scepticisme initial qui se dresse devant les artistes avant-gardistes. Il montre que lorsqu'un groupe d'artistes ouvre la voie à une nouvelle conception de l'art, ses acteurs sont critiqués dans un premier temps, mais l'Histoire leur donne finalement raison, ce qu'illustre l'exemple de Renoir. Sur le ton de l'ironie, il qualifie la mystification collective de miraculeuse si elle se produisait, puisqu'il « n'y a pas d'erreur (…) en art ». Apollinaire fait également la critique de l'Homme nombriliste, celui qui se regarde et qui se choisit lui-même comme l'échelle de mesure et modèle d'un idéal esthétique. Ainsi la nouvelle école, s'attache à chercher la beauté ailleurs que dans l'Homme et son reflet. La fierté et l'enthousiasme du critique d'art Apollinaire transparait dans le dernier paragraphe qui prend la forme d'un éloge de l'art français. Il rend hommage à la capacité de création, indépendante de toute influence et donne comme exemple historique l'art gothique (que les historiens de l'art allemand ont tenté de nationaliser). Il remonte ensuite le temps jusqu'à ses contemporains, suivant une énumération où se succèdent les peintres fidèles à sa conception de cet art : « de Poussin à Ingres, de Delacroix à Manet, de Cézanne à Seurat, de Renoir au Douanier Rousseau ».
- Fin de la première série

Cette tentative expérimentale et le goût d’Apollinaire pour les peintres dits cubistes s’écartaient de l’intérêt d’autres membres de la revue, comme André Billy et René Dalize. Cette divergence d’opinion sur l’orientation à donner à la revue, ajoutée aux difficultés financières (peu d’abonnés, faible chiffre de vente), ont rapidement rendu la gestion difficile, et ce dès 1913. Devant cette situation, André Billy finit par remettre les clefs de la revue à Apollinaire et à Serge Férat, un peintre russe ami de ce dernier.
Les Soirées de Paris reparurent dès novembre 1913, avec de nouveaux membres.

## Deuxième Série (1913-1914)
Installée dans de nouveaux locaux — dont ceux de l'éditeur Eugène Rey —, la revue fit paraître une seconde série, qui compterait 10 numéros.
Apollinaire et Serge Férat en étaient les codirecteurs, et Jean Mollet le gérant. De son vrai nom Sergueï Nikolaïévitch Jastrebzoff, ce dernier y signait ses articles du pseudonyme de « Jean Cérusse ». Sa cousine, Hélène d'Œttingen apporta un soutien financier à la revue avec Serge, à laquelle elle contribua également sous le pseudonyme de Roch Grey. Le tirage fut confié à L’Union, imprimerie dirigée par Dimitri Snegaroff et qui se spécialiserait bientôt dans l’édition d’art et de littérature d’avant-garde (notamment grâce à Apollinaire). Le prix d’un numéro passa de 60 à 75 centimes.
- Caractéristiques de la deuxième série

La deuxième série diffère de la première par les trois points suivants :
1. Les numéros sont illustrés.
On y trouve de nombreuses reproductions d’œuvres cubistes. Au contraire, la première série ne comportait aucune illustration. Et d’ailleurs, ces illustrations ne furent pas toujours du goût des anciens lecteurs de la revue. Ainsi, la plupart des anciens abonnés résilièrent leur abonnement en réaction à la reproduction d’une construction de style cubiste de Picasso, en couverture et dans les pages du numéro 18. 
2. Les contributeurs changent.
On trouve de nouveaux membres, de nouveaux noms, parmi lesquels on compte non seulement des écrivains (dont Max Jacob ou Blaise Cendrars - certains des Poèmes élastiques de ce dernier), mais encore des peintres, comme Fernand Léger qui publie dans le numéro 25 un article d’avant-garde intitulé « Les Réalisations picturales actuelles ».
3. Le contenu devient plus radical et se rapproche des avant-gardes. 
Au point de vue de la création, la poésie d’Apollinaire s’y montre sous un aspect novateur : c’est dans ces nouveaux numéros que sont publiés les premiers « idéogrammes lyriques », qu’il baptise « Calligrammes » (Nos 24, 26&27). Au point de vue de la critique d’art, la rubrique de Maurice Raynal intitulée « Chronique cinématographique » compte parmi les premiers articles consacrés au septième art (Nos 19, 21, 24, 26&27).
- Divers

Parmi les différents numéros, relevons aussi :
1. Un numéro spécial consacré à Henri Rousseau (No. 20.)
Le numéro comporte non seulement des articles consacrés au douanier Rousseau (parmi lesquels il convient de signaler ceux d’Apollinaire et de René Dalize), mais des extraits de la correspondance du peintre, et le programme de la soirée donnée en son honneur, le 14 novembre 1908.
2. Le Concert d’Alberto Savinio (annoncé au Nos. 24 et 25.)
Ce concert est organisé le 24 mai 1914 dans les bureaux de la revue (278, boulevard Raspail,75014). Annoncé au numéro 24, il fait l’objet d’un article dans le numéro suivant. Selon cette recension, de nombreux personnages du monde littéraire et artistique participèrent à l’événement, parmi lesquels, 
Apollinaire, Serge Férat, M. et Mme Picasso, M. et Mme Picabia, Maurice et Germaine Raynal, Max Jacob, Giorgio De Chirico, Alexandre Archipenko, Alexandre Mercereau, etc.

## Contributions

### Rédacteurs
- Première Série

Guillaume Apollinaire ; André Tudesq ; René Dalize ; André Billy ; André Salmon ; Maurice de Waleffe ; Jacques Dyssord ; Charles Perrés; Marcel Duminy ; Roch Grey ; J. De L'esc ; Jérôme Tharaud ; Adolphe Paupe ; Eugène Montfort ; Fernand Divoire ; Tristan Derème ; Bernard Combette ; Marc Henry ; Peter Altember ; Borgne Le Crocheteur ; Henry Céard ; Adolphe Lacuzon ; Charles-Léon Bernardin ; Émile Zavie ; Francis Carco ; Georges Sabiron ; Doniazade ; Sébastien Voirol ; Vincent Muselli ; Émile Magne ; Jean Pellerin ; Maurice Raynal ; Jean Paulhan.
- Deuxième Série

Guillaume Apollinaire ; Jean Cerusse ; André Billy ; Léonard Pieux ; Jacques Dyssord ; Max Jacob ; René Bizet ; René Dalize ; Roch Grey ; Émile Zavie ; Maurice Raynal ; Fernand Fleuret ; Horace Holley ; Gabriële Buffet ; Mireille Havet; Jacques Dyssord ; André Dupont ; Dominique Combette ; Adolphe Basler ; Henri Rousseau ; Edgard Varèse ; Fernand Divoire ; Giovanni Papini ; Harrison Reeve ; Henri Hertz ; Jean Le Roy ; Pierre Henner ; Louis Rive ; Paul Visconti ; Vincent Muselli ; Jean Royère ; Blaise Cendrars ; Alberto Savinio ; Albert Haas ; Henri Strentz ; Guy-Pierre Fauconnet ; Ambroise Vollard ; Ardengo Soffici ; Fernand Léger ; O. -W. Gambedoo ; F. S. Flint (en) ; Gabriel Arbouin ; Mireille Havet ; Léopold Sturzwage ; Georges Rouault; Alan Seeger.

### Illustrateurs
Pablo Picasso (No. 18); Marie Laurencin (No. 19); Henri Matisse (No. 19, 24); Jean Metzinger (No. 19); Albert Gleizes (No. 19); Henri Rousseau (No. 20); André Derain (No.21); Francis Picabia (No. 22); Georges Braque (No.23); Archipenko (No. 25); Fernand Léger (No. 26&27); Marius de Zayas (No. 26&27); Maurice de Vlaminck (No. 26&27); Georges Rouault (No. 26&27).

#### Sources premières
- Apollinaire, Guillaume, André Billy, René Dalize, André Tudesq, André Salmon, Charles Perrès, Serge Férat, Hélène Oettingen, et Jean Molle, Les Soirées de Paris : recueil mensuel, Paris : [s.n.], 1912-1914 — sur Gallica.

Rééditions
- Les soirées de Paris: revue littéraire et artistique. Paris: Conti, 2010 (deuxième série, novembre 1913, n. 18, Juil./Août 1914, n°os 26-27)
- Les Soirées De Paris. No. 1-27; [Fév.] 1912-[Juil./Août] 1914. Genève: Slatkine, 1971.

Témoignages contemporains
- André Billy, ... Apollinaire vivant, Paris, Éditions de La Sirène, 1923.
- André Salmon,  Souvenirs sans fin : 1903-1940, Paris, Gallimard, 2004.
- Ardengo Soffici, Serge Férat, Hélène d’Œttingen, Correspondance (1903-1964), Barbara Meazzi (éd.), Lausanne, L’Âge d’Homme, 2013.

#### Sources secondaires
Catalogues d'expositions
- Warnod, Jeanine, et Serge Férat, Serge Férat : un cubiste russe à Paris, Paris, Conti, 2010.
- M. Knoedler et al., Les Soirées de Paris: [exposition] 16 mai-30 juin, 1958, Paris, Draeger Frères, 1958.

Monographies
- Maria Dario, Les Soirées de Paris - Laboratorio creativo dell'avanguardia, Padova, Unipress, 2009.
- Apollinaire, Guillaume, et Peter Read. The cubist painters. Berkeley, Calif: University of California Press, 2004.
- Parigoris, Alexandra. « Les Soirées de Paris, Apollinaire, Picasso et les clichés Kahnweiler», dans Revue de L'Art, No. 82, 1989. p. 61-74.
- Blumenkranz-Onimus, Noëmi. « Les "Soirées de Paris" ou le mythe du moderne », dans Brion-guerry, Liliane. L'annee 1913: les formes esthetiques de l'œuvre d'art a la veille de la premiere guerre mondiale. Paris: Klincksieck, 1971.
- Watanabe, Kazutani; Hirabayashi, Kazuyuki et Aoki, Kenji. « Bibliographie des Soirées de Paris, 1912-1914 », Bulletin de la section française de la faculté de lettres de l'université de Rikkyo, No. 5, mars 1975, p. 47-78, et No.6, mars 1976, pp. 71-108.
- Isabel Violante Picon, « Les "Soirées de Paris" (1912-1914) : du cubisme au surréalisme en passant par le futurisme », dans Futurisme et surréalisme, Lausanne, L'Âge d'homme, 2008 (lire en ligne), p. 35-57.